# Galphimia vestita
Galphimia vestita är en tvåhjärtbladig växtart som beskrevs av S. Wats.. Galphimia vestita ingår i släktet Galphimia och familjen Malpighiaceae. Inga underarter finns listade i Catalogue of Life.